# Paraperipatus vanheurni
Paraperipatus vanheurni är en klomaskart som beskrevs av Horst 1922. Paraperipatus vanheurni ingår i släktet Paraperipatus och familjen Peripatopsidae. Inga underarter finns listade i Catalogue of Life.